# Sophie Dahl (balettdansös)
Sophie Dahl (Johanna Sofia Dahl), född 9 februari 1847, död 5 april 1877 i Hedvig Eleonora församling, Stockholm, var en svensk balettdansös. 
Dahl var först aktiv vid Anders Selinders barnteater, och därefter i Kungliga Baletten på Kungliga Teatern.  Hon blev svårt brännskadad under då hon framträdde i baletten till operan Robert av Normandie (Robert le Diable) den 4 april 1877, där hon spelade rollen som en av nunnorna: under en scen då furierna kom inrusande på scen bland de dansande nunnorna med facklor i händerna, antändes Dahls tyllkjol, och elden spreds sedan med hennes rörelser till hennes hår. Dahl avled av sina skador på Serafimerlasarettet påföljande dag.